# Calorimetría diferencial de barrido
La calorimetría de barrido diferencial (en inglés: Differential Scanning Calorimetry o DSC) es una técnica termoanalítica en la que la diferencia de calor entre una muestra y una referencia es medida como una función de la temperatura. La muestra y la referencia son mantenidas aproximadamente a la misma temperatura a través del experimento.

## Métodos de medición

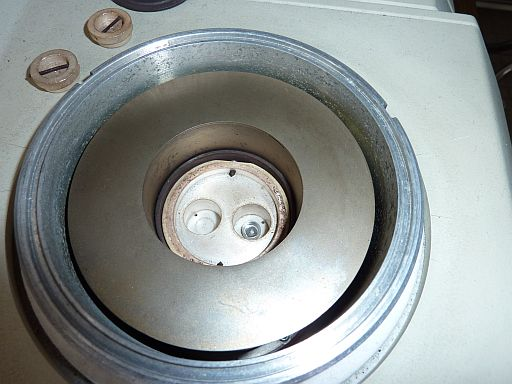
Calorímetro de barrido diferencial

Generalmente, el programa de temperatura para un análisis DSC es diseñado de tal modo que la temperatura del portador de muestra aumenta linealmente como función del tiempo. La muestra de referencia debería tener una capacidad calorífica bien definida en el intervalo de temperaturas en que vaya a tener lugar el barrido.
El principio básico subyacente a esta técnica es que, cuando la muestra experimenta una transformación física tal como una transición de fase, se necesitará que fluya más (o menos) calor a la muestra que a la referencia para mantener ambas a la misma temperatura. El que fluya más o menos calor a la muestra depende de si el proceso es exotérmico o endotérmico. 
Por ejemplo, en tanto que una muestra sólida funde a líquida se requerirá que fluya más calor a la muestra para aumentar su temperatura a la misma velocidad que la de referencia. Esto se debe a la absorción de calor de la muestra en tanto ésta experimenta la transición de fase endotérmica desde sólido a líquido. Por el contrario, cuando la muestra experimenta procesos exotérmicos (tales como una cristalización) se requiere menos calor para alcanzar la temperatura de la muestra. 
Determinando la diferencia de flujo calorífico entre la muestra y la referencia, los calorímetros DSC son capaces de medir la cantidad de calor absorbido o eliminado durante tales transiciones. La DSC puede ser utilizada también para determinar cambios de fase más sutiles tales como las transiciones vítreas. La DSC es utilizada ampliamente en la Industria como instrumento de control de calidad debido a su aplicabilidad en valorar la pureza de las muestras y para estudiar el curado de los polímeros.
Una técnica alternativa a la DSC es el análisis térmico diferencial (DTA). En esta técnica la magnitud constante no es la temperatura sino el flujo calorífico que se comunica a muestra y referencia. Cuando muestra y referencia son calentadas de modo idéntico, los cambios de fase y otros procesos térmicos producen una diferencia de temperatura entre la muestra y la referencia. Ambas DSC y DTA proporcionan, pues, información similar. No obstante, la DSC es más utilizada que la DTA.

## Curvas DSC
El resultado de un experimento DSC es una curva de flujo calorífico versus temperatura o versus tiempo. Existen dos convenciones diferentes al representar los efectos térmicos: las reacciones exotérmicas que exhibe la muestra pueden ser mostradas como picos positivos o negativos dependiendo del tipo de tecnología o de instrumentación utilizadas en la realización del experimento. Los efectos sobre o bajo una curva DSC pueden ser utilizados para calcular entalpías de transiciones. Este cálculo se realiza integrando el pico correspondiente a una transición dada. Así, la entalpía de la transición puede ser expresada por la siguiente ecuación:
ΔH = KA
donde ΔH es la entalpía de la transición, K es la constante calorimétrica y A es el área bajo la curva. La constante calorimétrica variará de instrumento a instrumento, y puede ser determinada analizando una muestra bien caracterizada con entalpías de transición conocidas.

## Aplicaciones

### Análisis morfológico de materiales
La calorimetría de barrido diferencial puede ser utilizada para medir varias propiedades características de una muestra. Usando esta técnica es posible caracterizar procesos como la fusión y la cristalización así como temperaturas de transiciones vítreas (Tg). La DSC puede ser también utilizada para estudiar la oxidación, así como otras reacciones químicas.
Las transiciones vítreas se presentan cuando se aumenta la temperatura de un sólido amorfo. Estas transiciones aparecen como una alteración (o peldaño) en la línea base de la señal DSC registrada. Esto es, debido a que la muestra experimenta un cambio en la capacidad calorífica sin que tenga lugar un cambio de fase formal.
A medida que la temperatura aumenta, un sólido amorfo se hará menos viscoso. En algún momento las moléculas pueden obtener suficiente libertad de movimiento para disponerse por sí mismas en una forma cristalina. Esto es conocido como temperatura de cristalización (Tc). Esta transición de sólido amorfo a sólido cristalino es un proceso exotérmico y da lugar a un pico en la curva DSC. A medida que la temperatura aumenta, la muestra alcanza eventualmente su temperatura de fusión (Tm). El proceso de fusión resulta evidenciado por un pico endotérmico en la curva DSC. La capacidad para determinar temperaturas de transición y entalpías hace de las curvas DSC una herramienta valiosa para producir diagramas de fase para diversos sistemas químicos.
Al igual, actualmente se usa en la caracterización de polímeros; es decir en la determinación de sus temperaturas de transición vítrea, puntos de fusión, calor específico y otras propiedades intrínsecas.
En los últimos años esta tecnología ha sido involucrada en el estudio de materiales metálicos. La caracterización de este tipo de materiales con DSC no es todavía fácil debido a la escasez de bibliografía al respecto. No obstante, es sabido que es posible utilizar DSC para encontrar temperaturas solidus y liquidus de una aleación metálica, pero las aplicaciones más prometedoras son, por ahora, en el estudio de precipitaciones, zonas Guiner Preston, transiciones de fase, movimiento de dislocaciones, crecimiento de grano, etc.

### Estudio de cristales líquidos
La DSC puede también ser utilizada para el estudio de cristales líquidos. En tanto pueden ser definidos como transiciones entre sólidos y líquidos, también pueden ser considerados como un tercer estado, que exhibe propiedades de ambas fases. Este líquido anisótropo es conocido como un líquido cristalino o un estado mesomorfo. Utilizando la DSC, es posible caracterizar los pequeños cambios energéticos que acompañan a las transiciones desde un sólido a un cristal líquido y desde un cristal líquido a un líquido isótropo.

### Estabilidad de una muestra
La utilización de la calorimetría diferencial de barrido para estudiar la estabilidad a la oxidación de muestras requiere, generalmente, una cámara de muestra hermética. Generalmente, tales ensayos se hacen isotérmicamente (a temperatura constante) cambiando la atmósfera de la muestra. Primeramente, la muestra es sometida a la temperatura de ensayo deseada bajo una atmósfera inerte, usualmente nitrógeno. Después, se adiciona oxígeno al sistema. Cualquier oxidación que tenga lugar es observada como desviación de la línea base. Tales análisis pueden ser utilizados para determinar la estabilidad y las condiciones de almacenamiento óptimo de un compuesto.

### Industria farmacéutica
La DSC es de utilización frecuente en las industrias farmacéuticas y de polímeros. Para químicos de polímeros, la DSC es una herramienta común para estudiar procesos de curado, que permite el ajuste fino de propiedades poliméricas. El entrecruzamiento (cross-linking) de moléculas poliméricas que tiene lugar en el proceso de curado es exotérmico y da lugar a un pico positivo en la curva DSC que usualmente aparece sucesivamente a la transición vítrea. En la industria farmacéutica es necesario disponer de fármacos y drogas bien caracterizados para definir parámetros de procesado y a efectos de dosificación clínica. Por ejemplo, si es necesario administrar un fármaco en forma amorfa, es deseable procesar el fármaco a temperatures por debajo de aquella a la que la cristalización pueda presentarse.

### Investigación alimentaria
En investigación en alimentaria, la DSC se utiliza conjuntamente con otras técnicas térmicas analíticas para determinar la dinámica del agua. Cambios en la distribución del agua pueden ser correlacionados con cambios en la textura. De modo similar a lo que sucede en ciencia de materiales, también puede ser analizado el efecto del curado sobre los productos preparados.
El registro de las curvas DSC encuentra también aplicación en la valoración de la pureza de fármacos y polímeros. Esto es posible debido a que el intervalo de temperaturas en que funde una mezcla de compuestos es dependiente de sus cantidades relativas. Este efecto es debido a un fenómeno conocido como depresión del punto de congelación, que se presenta cuando se adiciona a una solución un soluto extraño. (La disminución del punto de congelación del agua por adición de un anticongelante es la que, al evitar la formación de hielo, funcione el automóvil en invierno). Consecuentemente, los compuestos menos puros exhibirán un ensanchamiento del pico de fusión que comienza a temperaturas más bajas que un compuesto puro.

### Estudio de procesos biológicos
La calorimetría diferencial de barrido ha encontrado aplicaciones en el establecimiento de rutas metabólicas, en taxonomía bacteriana y fúngica y en infectividad.